# معضلة العقل والجسد

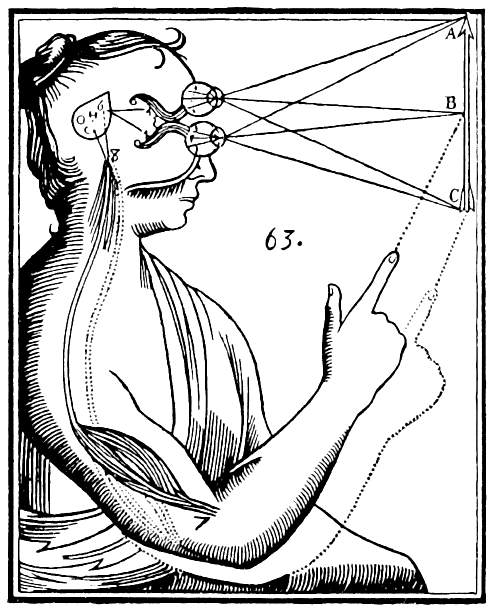
رسم تخطيطي لرينيه ديكارت يوضح ثنائية العقل-جسد.

تتعلق معضلة العقل والجسد بالجدال حول العلاقة بين الفكر والوعي في العقل البشري، والدماغ باعتباره جزءًا من الجسم المادي. وتختلف المعضلة عن السؤال حول كيفية عمل العقل والجسد كيميائيًا وفسيولوجيًا؛ لأن السؤال يفترض مُسبقًا وجود تفاعل بين العقل والجسد. ويبرز هذا السؤال عندما يتمايز العقل عن الجسد، استنادًا على فرضية أن العقل والجسد متمايزان جوهريًا في طبيعتيهما.
عُولجت المشكلة بواسطة رينيه ديكارت في القرن السابع عشر، ونتج عن ذلك ظهور الثنائية الديكارتية، بالإضافة لفلاسفة ما قبل أرسطو، والفلسفة السيناوية (نسبةَ لابن سينا)، والتقاليد الفكرية الأسيوية القديمة. قُدمت مجموعة متنوعة من المناهج الفكرية. معظمها إما مثنوي أو وحدوي الفكر. تؤسس الثنوية على وجود تمايز صارم بين عوالم العقل والمادة. بينما تؤسس الوحدوية على وجود حقيقة واحدة، جوهرًا وماهية واحدة، يمكن من خلالها تفسير كل شئ.
تحتوي كل فئة من تلك الفئات على متغيرات عديدة. فالمكونان الرئيسيان للثنوية هما ثنوية مادية، والتي تعتبر العقل مُكونًا من نوع مميز من المادة لا تحكمه القوانين الفيزيائية، وثنوية ذهنية، تعتبر أن الخصائص العقلية، مُتضمنة التجارب الواعية، خصائص رئيسية، بجانب الخصائص الرئيسية التي حددتها فيزياء مكتملة. أما الأشكال الثلاثة الرئيسية للوحدوية هي المذهب الفيزيائي، الذي يعتبر العقل مكونًا من مادة مُرتبة بصورة مُعينة، والمثالية، التي تعتقد أن الفكر فقط هو الموجود حقًا والمادة ماهي إلا وهم، والأحادية المحايدة، التي تعتبر العقل والمادة صورًا لجوهر واحد مماثل لهما. أما التوازي المادي النفسي فهو احتمال ثالث يوضح العلاقة بين العقل والجسد، أو بين التفاعل بينهما (الثنوية) أو تفاعل واحد منهما (الأحادية).
طُورت العديد من الأراء الفلسفية التي ترفض وجود تمايز بين العقل والجسد. فالمادية التاريخية لكارل ماركس والكتاب اللاحقين له، شكلت بحد ذاتها  شكلًا من أشكال المذهب الفيزيائي، واعتبرت أن الوعي ناتج عن الظروف المادية لبيئة الفرد. ويوجد رفض صريح لذلك التمايز في البنيوية الفرنسية، وهو موقف يميز عمومًا الفلسفة القارية مابعد الحرب.
أثبت عدم وجود نقطة التقاء محددة تجريبيًا بين العقل اللامادي (إذا كان هناك شيئًا من هذا القبيل) وامتداده المادي (إذا كان هناك شيئًا من هذا القبيل) وجود إشكالية في الثنوية، ويؤكد العديد من فلاسفة الفكر الحديثين أن العقل ليس شيئًا منفصلًا عن الجسد. أثرت تلك الآراء في العلوم، خصوصًا علم الأحياء الاجتماعي، علوم الكومبيوتر، علم النفس التطوري، وعلوم الأعصاب.
فسر نموذج قديم، يعرف باسم نموذج المجموعات الخمس، ومشروح في التعاليم البوذية، العقل على أنه انطباعات حسية وظواهر عقلية متغيرة باستمرار. وبالنظر إلى هذا النموذج، يُمكن فهم أن التغير المستمر في الانطباعات الحسية والظواهر العقلية (أي العقل) تختبر وتحلل كل الظواهر الخارجية في العالم بالإضافة للظواهر الداخلية مثل تشريح الجسم، والجهاز العصبي وكذلك المخ. يؤدي هذا التصور إلى مستويين من التحليلات: الأول هو التحليلات التي يتم إجراؤها من منظور الشخص الثالث حول آلية عمل الدماغ، والثاني هو التحليل اللحظي للتيار الفكري للفرد (تحليل من منظور شخص أول). بالنظر إلى هذا الأخير، يُوصف التيار الفكري بحدوثه داخل كل فرد طوال الوقت، وذلك حتى لدى العالم الذي يحلل الظواهر المختلفة في العالم، بما في ذلك تحليل الدماغ وتكوين الفرضيات بخصوصه.

## خلفية تاريخية

### بوذا
وصف بوذا (480 ق.م – 400 ق.م)، مؤسس البوذية، العقل والجسد على أنهما مٌعتمدان على بعضهما كحفيفين من القصب يقفان ويميلان ضد بعضهما وعلم أن العالم يتكون من العقل والمادة ويعملان معًا، بشكل متبادل. تصف التعاليم البوذية العقل بأنه يتجلي من لحظة لأخرى، وتمر اللحظة الفكرية كالتيار المتدفق السريع. تُعرف المكونات التي تكون العقل بالمجموعات الخمس (وهي الصورة المادية، المشاعر، الإدراك، الإرادة، والوعي الحسي)، والتي تنشأ وتزول باستمرار. وتوصف نشأة وزوال تلك المجموعات في اللحظة الحالية بتأثرها بخمسة قوانين سببية وهي: القوانين البيولوجية، والقوانين النفسية، والقوانين الفيزيائية، والقوانين الإرادية، والقوانين الكونية. فالممارسات العقلية للبوذية تنطوي على التغير المستمر لمسار التفكير.
في نهاية المطاف، تتمثل الفلسفة البوذية في أن العقل والأشكال هما صفات ناشئة مشروطة لكون دائم التغير، وعندما تتحقق النيرفانا، تنعدم كل الخبرات الظاهرية عن الوجود. وحسب عقيدة الأناتا البوذية، فإن الذات المفاهيمية هي بناء عقلي لكيان الفرد وفي الأساس هي مجرد وهم مؤقت، يدعمه الشكل، والإحساس، والإدراك، والفكر والوعي. اعتقد بوذا بأن التشبث العقلي بأي وجهات نظر سيقود للوهم والإجهاد؛ لأنه وفقًا لبوذا، لا يُمكن العثور على الذات الحقيقية (الذات المفاهيمية، التي تعتبر أساسًا لوجهات النظر والآراء) عندما يتميز العقل بالوضوح.

### أفلاطون
يعتقد أفلاطون (429 ق.م – 347 ق.م) بأن العالم المادي ظل لواقع أعلى يتكون من مفاهيم أطلق عليها المثل. فحسب أفلاطون، فإن الأشياء في عالمنا اليومي (تشارك في) تلك المثل، وبالتالي تكتسب هوية ومعنى. فعلى سبيل المثال، فالدائرة المرسومة على الرمال ماهي إلا دائرة فقط لأنها تشارك في مفهوم الدائرة المثالية الموجود في مكان ما في عالم المثل. فاعتقد أن الجسم من العالم المادي، والروح من عالم المثل وبالتالي هي خالدة. اعتقد أيضًا أن الروح تتحد مؤقتًا مع الجسد وتفترق عنه في حالة الموت فقط، وعندها ستعود لعالم المثل. وبما إن الروح لا تتواجد في مكان أوزمان، مثل الجسد، فإنها تستطيع أن تتمكن من دخول عالم الحقائق. فبالنسبة لأفلاطون، فإن الأفكار (المثل) حقائق واقعية، وتُختبر بواسطة الروح،. فالجسم بالنسبة لأفلاطون خالي لأنه لا يستطيع الولوج إلى الواقع المجرد للعالم؛ ولكنه يواجه الظلال فقط. حُدد كل ذلك من خلال نظرية المعرفة العقلانية لأفلاطون.

### أرسطو
بالنسبة لأرسطو (384 ق.م – 322 ق.م) فالعقل هو ملكة الروح، فيقول:
«ليس من الضروري أن نسأل ما إذا كانت الروح والجسد شيئًا واحدًا، مثل كما أنه ليس من الضروري أن نسأل ما إذا كان الشمع وشكله شيئًا واحدًا، أو عمومًا ما إذا كانت مادة كل شيء وماهية المادة نفسها شيئًا واحدًا. لأنه عند الحديث عن شخص واحد بطرق عدة، فإن ما تم الحديث عنه بشكل صحيح هو الواقع.» كتاب عن الروح.
في النهاية، رأى أرسطو أن العلاقة بين الروح والجسد ليست معقدة، بنفس الصورة الغير معقدة بأن المكعب هو الشكل الخاص لوحدة البناء. فالروح هي الخاصية التي يبيديها الجسد، ضمن خصائص عديدة أخرى. علاوة على ذلك، اقترح أرسطو أنه عند هلاك الجسد، والروح أيضًا، ستختفي الوحدة الشكلية للمبنى، وبالتالي سينهار المبنى بأكمله.

### تأثيرات الديانات الشرقية التوحيدية
تشير الثنوية في الفلسفة الدينية التوحيدية الشرقية إلى وجود معارضة ثنائية لفكرة تحتوي على عنصرين رئيسيين. فالمفهوم الرسمي الأول للانقسام «العقل والجسد» يُمكن أن يُوجد في ثنائية «الألوهية والدنيوية» للديانة الفارسية القديمة الزرادشتية في منتصف القرن الخامس قبل الميلاد. أما الغنوصية فهي اسم حديث لمجموعة متنوعة من الأفكار الثنائية القديمة المستوحاة من اليهودية الشعبية في القرن الأول والثاني الميلادي. ويبدو أن هذه الأفكار تم دمجها لاحقًا في «الروح الثلاثية» لغالينوس والتي أدت إلى العاطفة المسيحية التي ظهرت في لاهوت أوغسطين وإفلاطونية ابن سينا في الفلسفة الإسلامية.

### توما الأكويني
اعتقد القديس توما الأكويني (1225 – 1274) مثل أرسطو أن العقل والجسد شيئًا واحدًا، مثل الشمع والختم، وبالتالي من غير المجدي السؤال عما إذا كانا واحدًا. ومع ذلك (في إشارة إلى «العقل» باسم «الروح»)، أكد أن الروح لا تزال موجودة بعد موت الجسد على الرغم من وحدتهما، مُطلقًا على الروح «هذا الشيء بعينه». وبما أن رؤيته كانت في المقام الأول دينية عن كونها فلسفية، فإنه من المستحيل تصنيفها ضمن أي صنف فيزيائي أو ثنائي.

### ديكارت
اعتقد رينيه ديكارت (1596 – 1650) أن العقل يتحكم في الدماغ عن طريق الغدة الصنوبرية:
« في رأيي أن تلك الغدة هي المكان الرئيسي للروح، وتتشكل فيها كل أفكارنا.» – أطروحة الإنسان، رينيه ديكارت.
« تأسست آلية جسدنا على أنه ببساطة عن طريق نقل تلك الغدة بأي شكل من الأشكال بواسطة الروح أو أي سبب آخر، فإن الجسد يدفع الأرواح المجاورة نحو مسام المخ، والذي يوجههم بواسطة الأعصاب تجاه العضلات، وبتلك الطريقة تُحرك الغدة الأرواح نحو العضلات.
–شغف الروح، رينيه ديكارت.
يُطلق على العلاقة بين العقل والجسد اسم الثنائية الديكارتية أو الثنائية المادية. فقد اعتقد ديكارت أن العقل متمايز عن المادة، ولكنه يؤثر فيها. فكيفية حدوث التفاعل بينهما ما تزال قضية خلافية.

### كانط
بالنسبة إلى كانط (1724-1804) فخارج العقل والمادة يوجد عالم من الأشكال القبلية، والتي تُعتبر شروطًا قبلية ضرورية للفهم. تبدو بعض هذه القبليات، مثل المكان والزمان، اليوم وكأنها مُبرمجة من المخ.
«مهما كان يعترضنا من عالم العقل المستقل فإنه لا يقع ضمن مصفوفة مكانية أو زمانية، فللعقل شكلان خالصان مدمجان من الحس، للسماح له بتنظيم هذا «الحدس الخام».» –رؤية كانط للعقل والوعي الذاتي: الجمالية التجاوزية، أندرو بروك
ينظر كانط إلى التفاعل بين العقل والجسد على أنه يحدث من خلال قوى قد تكون من أنواع مختلفة للعقل والجسد.

### توماس هكسلي
بالنسبة لهكسلي (1825 – 1895) فالعقل الواعي ناتج من المخ وليس له تأثير على المخ، ويُسمى بالظاهرة العارضةـ
فمن وجهة النظر الظاهراتية، فالاحداث العقلية لا تلعب دورًا سببيًا. فقارن هيكسلي الأحداث العقلية بصافرة البخار التي لا تساهم بشيء في عمل القاطرة. الظاهرتية، وليام روبنسون

### ألفرد نورث وايتهيد
دعا ألفرد نورث وايتهيد إلى شكل متطور من الروحية الشاملة التي دعا لها ديفيد راي غريفين.

### كارل بوبر
بالنسبة لبوبر (1902 – 1994) فهناك ثلاثة جوانب لمشكلة العقل والجسد وهي: عوالم المادة، العقل، وإبداعات العقل، مثل الرياضيات. في رأيه، يُمكن تفسير إبداعات عقل العالم الثالث بعقل العالم الثاني واستخدامها للتأثير على مادة العالم الأول. فمثال مثلًا، الراديو، هو تفسير العالم الثالث (النظرية الكهرومغناطيسية لماكسويل) بعقل العالم الثاني لاقتراح تعديلات للعالم الأول الخارجي.
«معضلة العقل والجسد هي سؤال عما إذا كانت آلية عملياتنا الفكرية في العالم الثاني ترتبط مع أحداث الدماغ في العالم الأول. أود أن أزعم أن أول وأقدم هذه الحلول هو الحل الوحيد الذي يستحق أن يُؤخذ على محمل الجد؛ فالعالم الأول يتفاعل مع العالم الثاني، فعندما يقرأ أحدهم كتابًا أو يستمع إلى محاضرة، فالأحداث العقلية ستتصرف بناءً على العالم الثاني من أفكار القارئ أو المستمع، وعلى العكس من ذلك، فعندما يحاول الرياضياتي اتباع دليل، فإن العالم الثاني يتصرف وفقًا لعقله، وبالتالي على العالم الأول. وهذه، إذن أطروحة التفاعل بين العقل والجسد.» –ملاحظات واقعية حول معضلة العقل والجسد، كارل بوبر.

### جون سيرل
بالنسبة لسيرل (المولود عام 1932) فإن معضلة العقل والجسد هي مغالطة مفتعلة، فالعقل جانب اعتيادي تمامًا من الدماغ. اقترح سيرل عام 1980 الطبيعة البيولوجية.
«وفقًا لسيرل، لم تعد معضلة العقل والجسد موجودة أكثر من مشاكل الاقتصاد الكلي والجزئي. فهما مستويان مختلفان نفس المجموعة من الظواهر. ولكن سيرل كان حريصًا على التأكيد على أن العقلية (مجال الخبرة النوعية والفهم) مستقلة بذاتها وليس لها نظير على المستوى الجزئي؛ ومن ثم فإن أي إعادة لوصف هذه الظواهر على المستوى الكلي هو نوع من السلب.» جون سيرل – جوشوا رست

## اقرأ أيضاً
- ظاهراتية مصاحبة
- خطأ التصنيف
- نظرية المعلومات المتكاملة